# قطعنامه ۵۸۶ شورای امنیت
قطعنامه ۵۸۶ شورای امنیت سازمان ملل متحد که در تاریخ ۱۸ جولای ۱۹۸۶ تصویب شد، سندی بین‌المللی دربارهٔ اسرائیل-لبنان است. این قطعنامه طی نشست ۲۶۹۹ام با ۱۵ موافق، ۰ مخالف و ۰ ممتنع تصویب شد.